# Монако на Чемпіонаті світу з легкої атлетики 2017
Монако на Чемпіонаті світу з легкої атлетики 2017, що проходив з 4 по 13 серпня 2017 року в Лондоні (Велика Британія) було представлено 1 спортсменом.

## Результати

### Жінки
Трекові і шосейні дисципліни
| Спортсмен          | Дисципліна | Забіги    | Забіги | Півфінал         | Півфінал         | Фінал            | Фінал            |
| Спортсмен          | Дисципліна | Результат | Місце  | Результат        | Місце            | Результат        | Місце            |
| ------------------ | ---------- | --------- | ------ | ---------------- | ---------------- | ---------------- | ---------------- |
| Марі-Шарлотт Гасто | 100 м      | 13.52     | 46     | Завершила виступ | Завершила виступ | Завершила виступ | Завершила виступ |